# 1 февруари
1 февруари е 32-рият ден в годината според григорианския календар. Остават 333 дни до края на годината (334 през високосна година).

## Събития
- 1587 г. – Кралицата на Англия Елизабет I подписва смъртната присъда на Мария Стюарт.
- 1788 г. – В САЩ е патентован параходът.
- 1800 г. – Наполеон Бонапарт е провъзгласен за пожизнен консул чрез референдум на новата конституция.

- 1810 г. – Преброяването на населението в САЩ показва, че броят на жителите е 7,2 млн. души.
- 1851 г. – Извършено е изпитание на първата подводница („Le Plongeur-Marine“), конструирана от баварския офицер Вилхелм Бауер.
- 1905 г. – Основан е нидерландския футболен клуб АДО Ден Хааг в град Хага.
- 1926 г. – Образувана е Киргизка автономна република в състава на СССР.
- 1944 г. – Втората световна война: Започва масирана атака на американската армия срещу японските сили, която завършва на 7 февруари с превземането на Маршалските острови.
- 1945 г. – Произнесени са и са изпълнени смъртните присъди срещу осъдените български политици по Дело № 1 на т.нар. Народен съд. До завършването на процесите на Народния съд през април 1945 на смърт са осъдени 2730 души. Датата 1 февруари 1945 г. остава в историята с най-масовото произнасяне на смъртни присъди над политици
- 1946 г. – Норвежкият дипломат Тригве Ли става първият Генерален секретар на ООН.
- 1950 г. – Народното събрание избира Вълко Червенков за министър-председател на България.
- 1957 г. – Главно управление на пътищата преминава към Министерството на комуналното стопанство и благоустройството и се преименува на Министерство на комуналното стопанство, благоустройството и пътищата.
- 1957 г. – Самолетът при полет 823 на „Нортийст Еърлайнс“ се разбива малко след излитане близо до Райкърс Айлънд в Куинс, убива в 20 души, а други 78 са ранени.
- 1958 г. – Изстрелян е първият американски изкуствен спътник на Земята.
- 1958 г. – Египет и Сирия се обединяват във федерация, наречена Обединена арабска република, която просъществува до 1961 г.
- 1969 г. – С декларация на ръководителите на Югославия и Румъния се опровергава доктрината на Брежнев за приоритет на интересите на международното работническо движение над националните интереси.
- 1978 г. – Режисьорът от полски произход Роман Полански е принуден да емигрира от САЩ във Франция, след като е преследван от закона за секс с 13-годишно момиче.
- 1979 г. – В Техеран тържествено е посрещнат, след 15-годишно изгнание, завърналия се от Франция аятолах Хомейни.

- 1990 г. – Георги Атанасов подава оставка като Министър-председател на България.
- 1991 г. – Основана е българска търговска компания АНКА.
- 1991 г. – Цените на стоките в България са освободени и започват да се формират по механизмите на пазарната икономика.
- 1995 г. – България става асоцииран член на Европейския съюз.
- 2003 г. – Космическата совалка Колумбия се разпада при повторното си навлизане в атмосферата на Земята, като загиват всичките седем члена на екипажа.
- 2004 г. – По време на ислямското богомолство Хадж в Мека, при изпълняване на опасния ритуал Прогонване на дявола с камъни, паника причинява смъртта на 251 пилигрими.
- 2011 г. – България за пръв път отбелязва Ден за почит към жертвите на комунизма

## Родени
- 1834 г. – Кузман Шапкарев, български просветен деец († 1909 г.)
- 1837 г. – Михаил Хитрово, руски дипломат († 1896 г.)
- 1844 г. – Грандвил Стенли Хол, американски психолог († 1924 г.)
- 1860 г. – Густав Вайганд, германски езиковед († 1930 г.)
- 1870 г. – Йосиф Пречистански, български революционер († 1902 г.)
- 1872 г. – Смиле Войданов, български революционер († 1958 г.)
- 1874 г. – Хуго фон Хофманстал, австрийски поет († 1929 г.)
- 1879 г. – Александър Кръстев, български диригент и композитор († 1945 г.)
- 1882 г. – Владимир Димитров – Майстора, български живописец († 1960 г.)
- 1885 г. – Йордан Качаков, български политик († 1934 г.)
- 1892 г. – Гаврил Генов, български комунист († 1934 г.)
- 1894 г. – Джон Форд, американски режисьор († 1973 г.)
- 1899 г. – Алексей Бистров, руски учен († 1959 г.)
- 1900 г. – Пенчо Георгиев, български художник († 1940 г.)
- 1901 г. – Кларк Гейбъл, американски актьор († 1960 г.)
- 1902 г. – Лангстън Хюз, американски поет († 1967 г.)
- 1905 г. – Емилио Сегре, американски физик, Нобелов лауреат през 1959 г. († 1989 г.)
- 1907 г. – Гюнтер Айх, германски поет († 1972 г.)
- 1915 г. – Стенли Матюс, английски футболист († 2000 г.)
- 1918 г. – Мюриъл Спарк, шотландска писателка († 2006 г.)
- 1923 г. – Генко Генков, български художник († 2006 г.)
- 1925 г. – Ивайла Вълкова, българска журналистка († 2008 г.)
- 1927 г. – Христо Недков, български музикант († 2010 г.)
- 1931 г. – Борис Елцин, първи президент на Русия († 2007 г.)
- 1939 г. – Клод Франсоа, френски певец († 1978 г.)
- 1942 г. – Тери Джоунс, британски актьор († 2020 г.)
- 1946 г. – Иван Кючуков, български футболист
- 1946 г. – Николай Михайлов, български политик
- 1949 г. – Михо Михов, български генерал
- 1949 г. – Руси Карабалиев, български режисьор
- 1949 г. – Франко Каузио, италиански футболист
- 1954 г. – Бил Муми, американски актьор
- 1965 г. – Брендън Лий, американски актьор († 1993 г.)
- 1965 г. – Кирил Метков, български футболист
- 1966 г. – Дийодоне М'бала М'бала, френски актьор
- 1968 г. – Лиза Мари Пресли, американска актриса († 2023 г.)
- 1969 г. – Бахман Гобади, кюрдски кинорежисьор
- 1969 г. – Габриел Омар Батистута, аржентински футболист
- 1971 г. – Джил Кели, американска порно актриса
- 1972 г. – Кристиан Циге, германски футболист и треньор
- 1979 г. – Александър Галкин, руски шахматист
- 1979 г. – Рутина Уесли, американска актриса
- 1982 г. – Надя, бивша българска попфолк певица
- 1982 г. – Таканори Матсумото, японски вокалист
- 1985 г. – Радослав Анев, български футболист
- 1986 г. – Иван Площаков, български футболист
- 1988 г. – Анди Валентино, американска порноактриса
- 1992 г. – Кели Гос, американска актриса
- 1994 г. – Хари Стайлс, британски певец („One Direction“)

## Починали
- 997 г. – Геза Унгарски, унгарски владетел (* ок. 945)
- 1691 г. – Александър VIII, римски папа (* 1610 г.)
- 1733 г. – Август II, крал на Полша (* 1670 г.)
- 1851 г. – Мери Шели, английска писателка (* 1797 г.)
- 1865 г. – Авксентий Велешки, български духовник (* 1798 г.)
- 1871 г. – Гийом Лежан, френски пътешественик (* 1828 г.)
- 1903 г. – Джордж Гейбриъл Стоукс, ирландски учен (* 1819 г.)
- 1908 г. – Карлуш I, крал на Португалия и Алгарве (* 1863 г.)
- 1920 г. – Адолф Албин, румънски шахматист (* 1848 г.)
- 1922 г. – Аритомо Ямагата, министър-председател на Япония (* 1838 г.)
- 1926 г. – Теодосий Скопски, български духовник (* 1846 г.)
- 1945 г. – Екзекутирани български офицери и политици от т.нар. Народен съд
  - Александър Радолов, български политик (* 1883 г.)
  - Александър Станишев, български политик (* 1886 г.)
  - Богдан Филов, министър-председател на България (* 1883 г.)
  - Борис Йоцов, български учен (* 1894 г.)
  - Васил Митаков, български политик (* 1891 г.)
  - Димитър Шишманов, български политик (* 1889 г.)
  - Добри Божилов, министър-председател на България (* 1884 г.)
  - Иван Русев, български политик (* 1872 г.)
  - Иван Бешков, български политик (* 1896 г.)
  - Иван Вазов, български политик (* 1892 г.)
  - Иван Багрянов, министър-председател на България (* 1891 г.)
  - Иван Горанов, български политик (* 1891 г.)
  - Княз Кирил Преславски, български княз (* 1895 г.)
  - Никола Захариев, български политик (* 1898 г.)
  - Никола Михов, български офицер (* 1891 г.)
  - Павел Груев, български юрист (* 1879 г.)
  - Петър Габровски, министър-председател на България (* 1898 г.)
  - Първан Драганов, български политик (* 1890 г.)
  - Рашко Атанасов, български военен деец (* 1884 г.)
  - Руси Русев, български военен деец (* 1887 г.)
  - Теодоси Даскалов, български военен деец (* 1888 г.)
  - Христо Калфов, български политик (* 1883 г.)
- 1950 г. – Марсел Мос, френски антрополог и социолог (* 1872 г.)
- 1957 г. – Фридрих Паулус, германски генерал (* 1890 г.)
- 1958 г. – Клинтън Дейвисън, американски физик, Нобелов лауреат (* 1881 г.)
- 1961 г. – Ищван Чок, унгарски художник († 1865 г.)
- 1966 г. – Бъстър Кийтън, американски актьор (* 1895 г.)
- 1971 г. – Александър Андреев, български скулптор (* 1879 г.)
- 1971 г. – Амет-хан Султан, съветски летец (* 1920 г.)
- 1976 г. – Вернер Хайзенберг, германски физик, Нобелов лауреат през 1932 (* 1901 г.)
- 1976 г. – Джордж Уипъл, американски биофизик, Нобелов лауреат през 1934 г. (* 1878 г.)
- 1981 г. – Доналд Дъглас, американски авиоконструктор (* 1892 г.)
- 1982 г. – Найден Войнов, български шахматист (* 1895 г.)
- 1986 г. – Алва Мюрдал, шведски дипломат, Нобелов лауреат през 1982 г. (* 1902 г.)
- 1998 г. – Захари Жандов, български режисьор (* 1911 г.)
- 2003 г. – Седем членен екипаж на космическата совалка Колумбия
- 2003 г. – Монго Сантамария, джаз музикант (* 1917 г.)
- 2007 г. – Джан Карло Меноти, американски композитор (* 1911 г.)
- 2012 г. – Вислава Шимборска, полска поетеса, есеистка и преводачка, Нобелов лауреат през 1996 г. (* 1923 г.)
- 2014 г. – Максимилиан Шел, австро-швейцарски артист, режисьор и продуцент (* 1930 г.)
- 2014 г. – Стефан Божков, български футболист и треньор (* 1923 г.)
- 2014 г. – Луис Арагонес, испански футболист и треньор (* 1938 г.)
- 2014 г. – Василий Петров, съветски маршал (* 1917 г.)

## Празници
- Българска православна църква – Свети Трифон (Трифоновден)
- Православна църква – Свети Фелицитата и Перпетуя (стар стил)
- Алжир – Ден на евакуацията
- България – Ден на признателност и почит към жертвите на комунистическия режим
- САЩ – Национален ден на свободата